# Wasserdarm
Der Gemeine Wasserdarm (Myosoton aquaticum, Syn.: Stellaria aquatica (L.) Scop.), auch Wassermiere genannt, ist die einzige Art der Pflanzengattung Myosoton innerhalb der Familie der Nelkengewächse (Caryophyllaceae). Sie ist in Eurasien weitverbreitet.

## Beschreibung

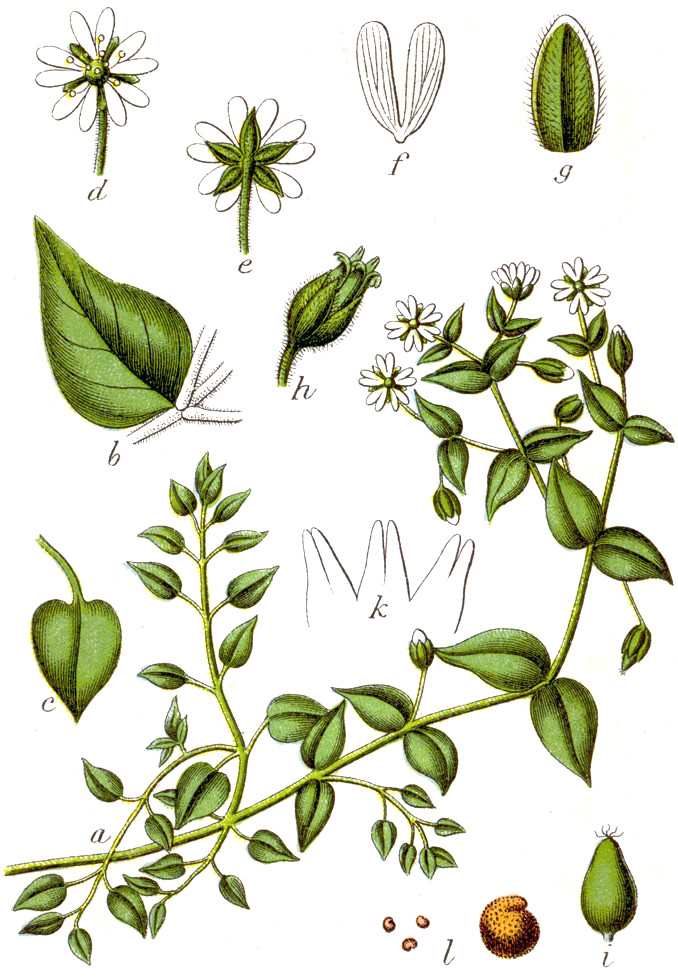
Illustration

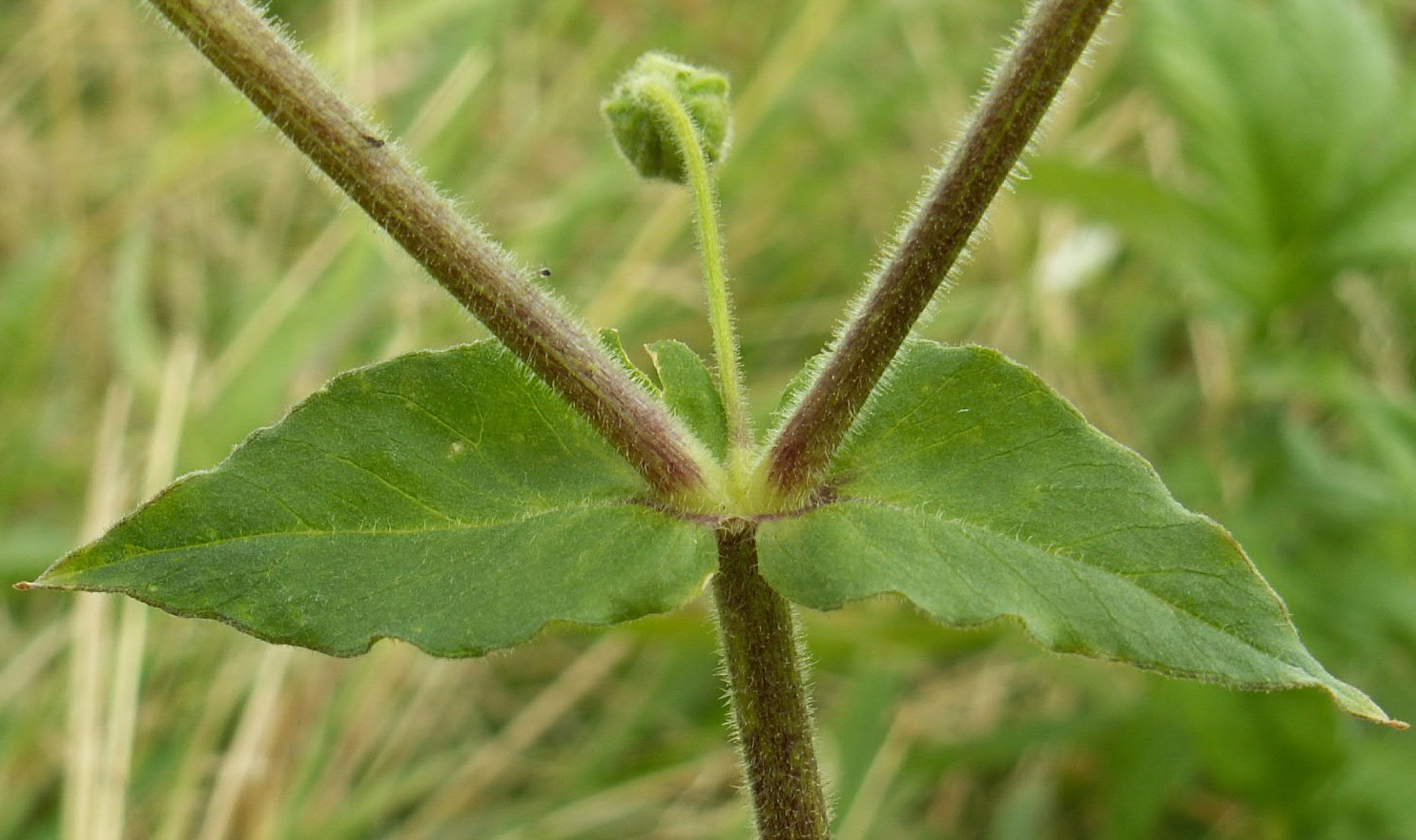
Verzweigung und gegenständige Blätter

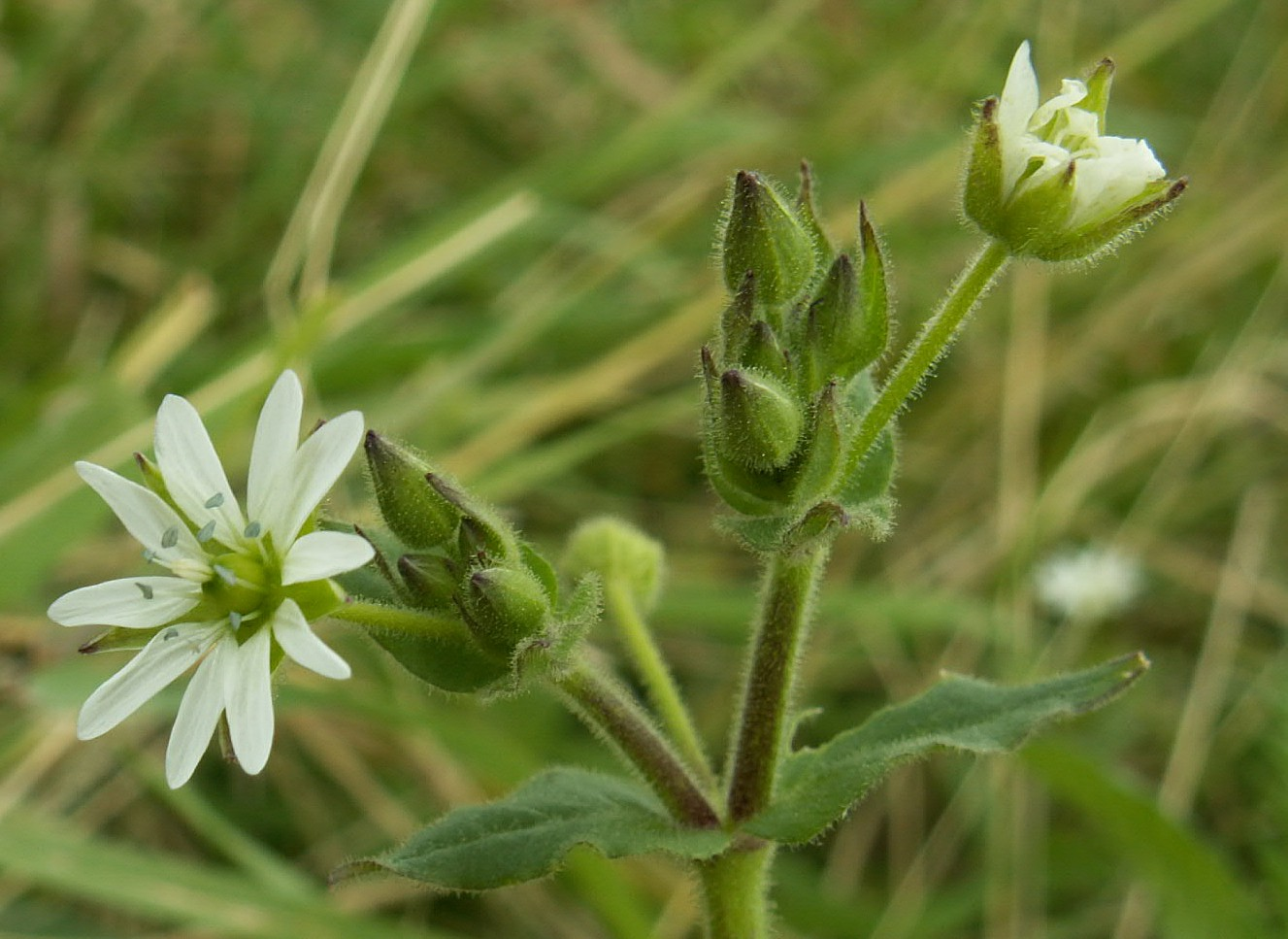
Blütenstand mit Blütenknospen und offenen Blüten

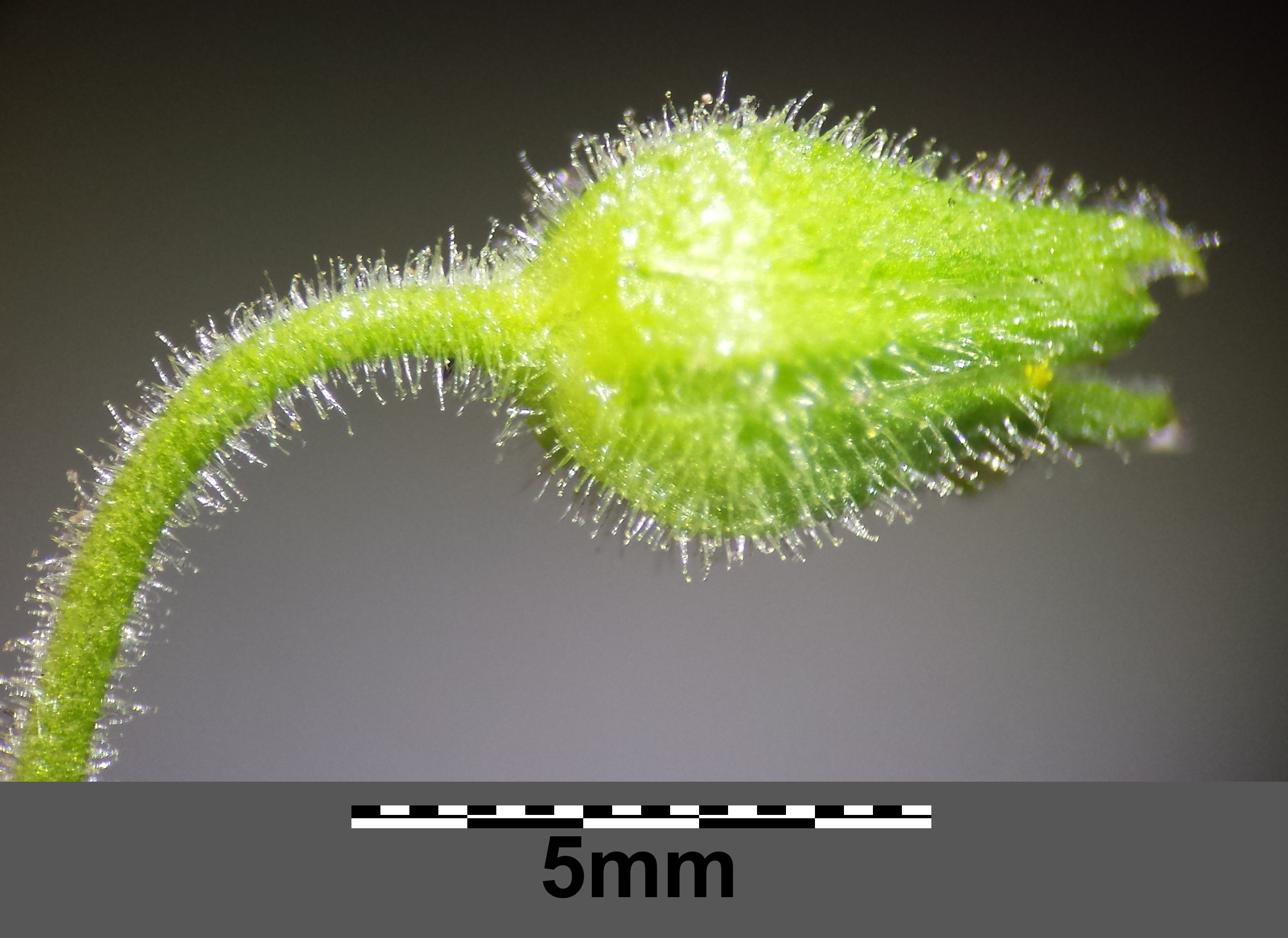
Die Blütenstiele und Kelchblätter sind dicht drüsenhaarig

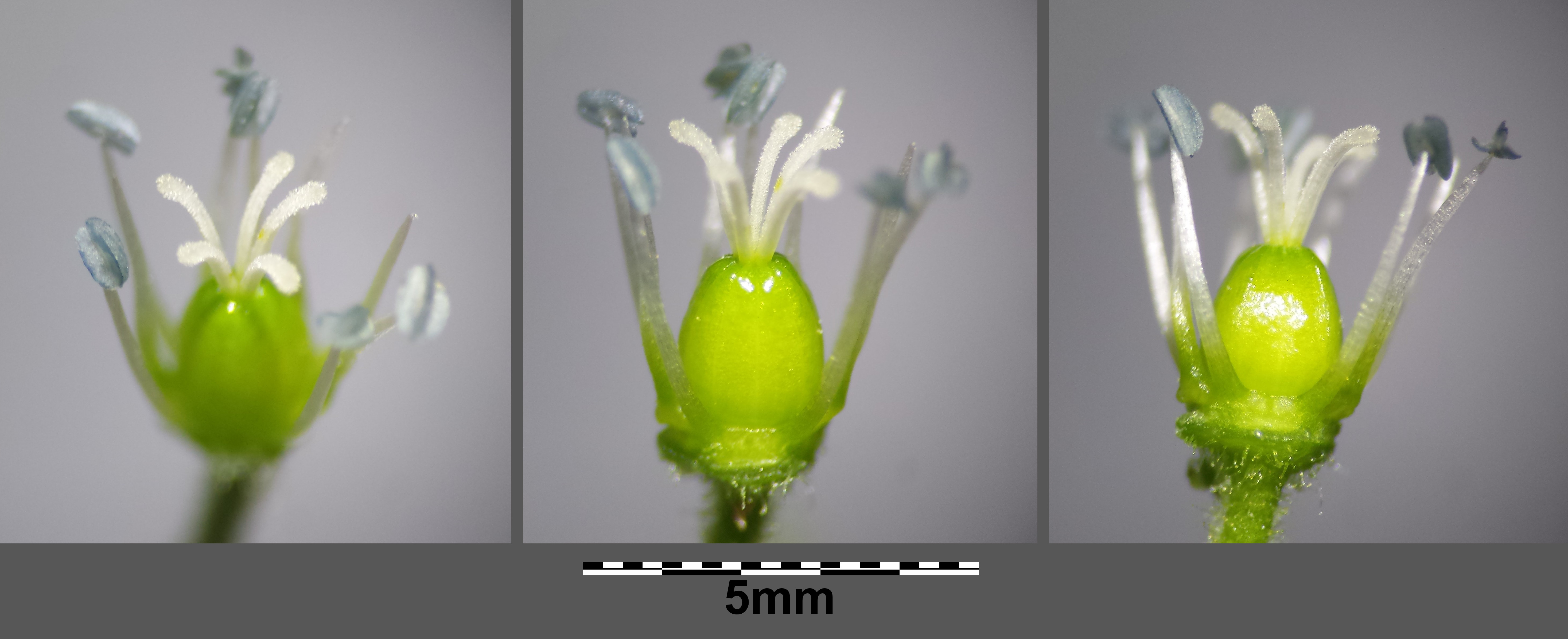
Blüte, Kelch- und Kronblättern wurden entfernt. Sichtbar ist der Fruchtknoten mit fünf Griffeln

### Vegetative Merkmale
Der Wasserdarm wächst als wintergrüne, ausdauernde krautige Pflanze und erreicht Wuchshöhen von 15 bis 50, gelegentlich bis zu 100 Zentimetern. Er wächst mit liegenden oder klimmenden, zerbrechlichen, vierkantigen und oberwärts drüsenhaarigen Stängeln. Die sitzenden oder kurz gestielten unteren Laubblätter sind länglich bis herzeiförmig mit breiter Spreitenbasis und am Rand oft wellig. Sie sind 26 bis 80 Millimeter lang.

### Generative Merkmale
Die Blütezeit reicht von Juni bis September. Die Blüten stehen in lockeren Dichasien. Die Blütenstiele sind dicht drüsenhaarig, erst aufrecht und nach dem Verblühen zurückgeschlagen. Die radiärsymmetrischen Blüten sind fünfzählig mit doppelter Blütenhülle. Die Kelchblätter sind eiförmig und stumpf. Die fünf weißen Kronblätter sind fast bis zum Grunde zweiteilig und 1- bis 1,5-mal so lang wie die 5 bis 8 Millimeter langen Kelchblätter. Die Staubbeutel sind gelblich bis lilafarben. Die Blüten verfügen über fünf Griffel. Die Fruchtkapsel ist eiförmig, etwas länger als der Kelch und öffnet sich mit 5 an der Spitze zweizähnigen Klappen. Die Kapselfrüchte enthalten bis zu 1 mm lange Samen. Die Samen sind braun, 0,4 Millimeter breit und dicht mit schirmartigen, mit Widerhaken versehenen Papillen bedeckt.
Die Chromosomenzahl beträgt 2n = 28.

## Verwechslungsmöglichkeit
Von der ähnlichen Hain-Sternmiere (Stellaria nemorum) unterscheidet sich der Wasserdarm durch die fünf Griffel in der Blüte. Bei der Hain-Sternmiere sind es nur drei Griffel.

## Ökologie
Der Wasserdarm ist ein Rhizom-Geophyt, ausnahmsweise auch einjährig. Durch den mehrfach gabelartig (dichasial) verzweigten Stängel, dessen Abschnitte jeweils an der Basis durch Gelenke verdickt sind, wächst er auch als Spreizklimmer und kann dann eine Wuchshöhe von bis zu 1 Meter erreichen. Der Nährstoff- und Nässezeiger wurzelt bis zu 50 Zentimeter tief. Er ist eigentlich eine einjährige Pflanze, aber durch das Überwintern und Neuaustreiben der unteren Stängelglieder wird er zu einer mehrjährigen Pflanze.
Die Blüten sind gynodiözisch, d. h., es gibt auch Pflanzen mit nur weiblichen Blüten. Sie unterscheiden sich durch die Kelchlänge der Kronblätter. Bei den vormännlichen Blüten sind auch die Kelchblätter drüsig, wodurch aber Blasenfüße nicht abgewehrt werden. Spontane Selbstbestäubung erfolgt dadurch, dass die Narben gegen Ende der Blütezeit die Staubbeutel berühren. Bestäuber sind Zweiflügler, Hautflügler und Käfer sowie Blasenfüße.
Die Pflanze wirkt als Selbstaussäer, indem die niederliegenden Stängel die Frucht zu Boden drücken. Fruchtreife tritt ab Juli ein.

## Vorkommen
Der Wasserdarm ist in Europa und in den gemäßigten Gebieten Asiens verbreitet, kommt aber auch in Indien und in Pakistan vor. In Nordamerika ist er ein Neophyt.
Er wächst häufig in Uferunkrautfluren, in Staudenfluren der Auen, in Weidengebüschen, an Waldwegen und in Gräben. Er gedeiht am besten auf grund- oder sickernassen, zum Teil zeitweilig überfluteten, sehr nährstoffreichen und humosen Lehm-, Ton- oder Schlammböden. Er ist eine Charakterart der Ordnung Convolvuletalia, kommt aber auch in Pflanzengesellschaften der Ordnung Bidentetalia oder der Klasse Chenopodietea vor. In den Allgäuer Alpen steigt er in Vorarlberg zwischen Warth und Untergehren bis in eine Höhenlage von 1400 Metern auf. In Graubünden erreicht er 2320 Meter. Die ökologischen Zeigerwerte nach Landolt et al. 2010 sind in der Schweiz: Feuchtezahl F = 4fw+ (sehr feucht aber stark wechselnd und im Bereich von fließendem Bodenwasser), Lichtzahl L = 3 (halbschattig), Reaktionszahl R = 3 (schwach sauer bei neutral), Temperaturzahl T = 3+ (unter-montan und ober-kollin), Nährstoffzahl N = 4 (nährstoffreich), Kontinentalitätszahl K = 3 (Subozeanisch bis subkontinental), Salztoleranz = 1 (tolerant).

## Systematik
Die Erstveröffentlichung erfolgte durch Carl von Linné unter dem Namen (Basionym) Cerastium aquaticum in Sp. Pl.: 439, 1753. Die Neukombination zu Myosoton aquaticum wurde durch Conrad Moench in Methodus: 225, 1794 veröffentlicht. Weitere Synonyme von Myosoton aquaticum (L.) Moench sind: Stellaria aquatica (L.) Scop., Malachium aquaticum (L.) Fries.
Myosoton aquaticum ist die einzige Art der Gattung Myosoton aus der Tribus Alsineae in der Unterfamilie Alsinoideae innerhalb der Familie Caryophyllaceae.